# Memorandum
Et memorandum er et aktstykke, som giver en (kortfattet) fremstilling af en sags hovedpunkter, specielt diplomatiske aktstykker.
Et memorandum kan også være kort sammendrag af hovedpunkter, som aftales blandt partierne i en koalitionsregering.